# Атсуярово
Атсуя́рово (рос. Атсуярово, башк. Атһөйәр) — присілок у складі Дюртюлинського району Башкортостану, Росія. Входить до складу Суккуловської сільської ради.
Населення — 118 осіб (2010; 128 у 2002).
Національний склад:
- башкири — 62 %
- татари — 37 %